# Institutos Nacionais de Educação Política

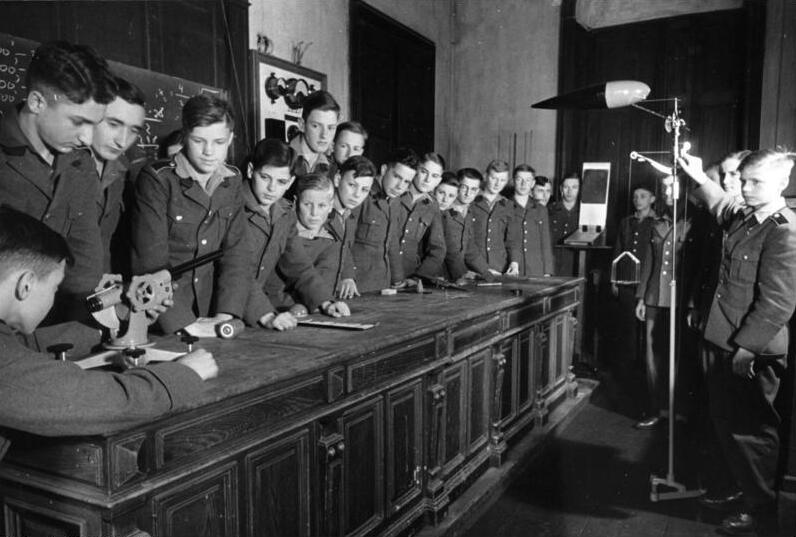
Aula em um desse institutos

Os Institutos Nacionais de Educação Política (em alemão:  Nationalpolitische Erziehungsanstalten); oficialmente abreviado como NPEA, normalmente abreviado como Napola) foram vários internatos na Alemanha Nazista. Eles foram fundados como "centro de educação da comunidade" após a tomada do poder pelos Nacional Socialistas em 1933.

## Visão Geral
O objetivo das escolas foi o de criar uma nova geração para a liderança política, militar e administrativa do Estado Nazista. Portanto, o cotidiano nos internatos do NPEA foi dominado pela disciplina militar. Meninos e meninas com deficiência não poderiam ingressar no NPEA.
Até o início da guerra, as Napolas serviram como escolas políticas de elite, sendo parte do ensino secundário geral, porém durante a guerra os alunos se desenvolviam para as SS e a Wehrmacht. Neste período eles foram separados das aulas da escola em geral.
Quanto mais tempo a guerra durava, mais cedo os garotos mais velhos foram servir a Wehrmacht e a Waffen-SS.
As Napolas respondiam ao Ministério de Educação do Reich, e não como escolas comuns.
O nome oficial dos estudantes das Napolas foi Jungmann (Jungmannen no plural).

## História
Em 1933, as Napolas eram atraentes para os filhos de oficiais das forças armadas, pois eles tiveram que pagar uma mensalidade menor do que em outras escolas. Os alunos usavam uniformes. Os esportes praticados por eles nas escolas eram: exercício de manhã, antes do café; atletismo; handebol; remo; atividades na floresta com mapas e bússolas e camuflagem militar. As aulas foram ao ar livre.
No mesmo ano, as três primeiras Napolas foram fundadas em Plon, Pomerânia e Potsdam, fundadas como instituições governamentais.
A partir de 1939, as Napolas estavam sob o controle imediato da SS. Os professores deveriam usar um uniforme da SS com sua classificação.
Em 1941, havia 30 NPEA, com mais de 6.000 alunos. Ao final da guerra, havia 43, sendo três para garotas.

## Locais das escolas
| Cidade                                    | Nome Oficial             | Região                 | Fundação              | Usado para                                                |
| ----------------------------------------- | ------------------------ | ---------------------- | --------------------- | --------------------------------------------------------- |
| Plön                                      | NPEA Plön                | Schleswig-Holstein     | 1 de maio de 1933     | Stabila                                                   |
| Potsdam                                   | NPEA Potsdam             | Brandemburgo           | 26 de maio de 1933    | Stabila                                                   |
| Köslin                                    | NPEA Köslin              | Pomerania              | 15 julho de 1933      | Stabila                                                   |
| Berlin-Spandau                            | NPEA Berlin-Spandau      | Berlin                 | 30 de janeiro de 1934 | Academia de Ginástica da Prússia; escola para professores |
| Naumburg                                  | NPEA Naumburg            | Saxônia                | 15 de março de 1934   | Stabila/Escola Militar                                    |
| Ilfeld                                    | NPEA Ilfeld              | Hanover                | 20 de abril de 1934   | Seminário                                                 |
| Wahlstatt                                 | NPEA Wahlstatt           | Silésia                | 9 de abril de 1934    | Stabila                                                   |
| Oranienstein                              | NPEA Oranienstein        | Hesse-Nassau           | 1934                  | Escola Militar/Castelo                                    |
| Stuhm                                     | NPEA Stuhm               | Prússia Oriental       | 1 de outubro de 1934  | Quartel                                                   |
| Ballenstedt                               | NPEA Anhalt              | Anhalt                 | Maio de 1934          | Escola secundária                                         |
| Dresden-Klotzsche                         | NPEA Dresden Klotzsche   | Saxônia                | 1 de abril de 1934    | Landesschule                                              |
| Backnang                                  | NPEA Backnang            | Württemberg            | 2 de maio de 1934     | Seminário de Professores                                  |
| Bensberg                                  | NPEA Bensberg            | Prússia                | 1 de junho de 1935    | Escola Militar/Castelo                                    |
| Schulpforta                               | NPEA Schulpforta         | Saxônia                | 1 de julho de 1935    | Landesschule zu Pforta                                    |
| Rottweil                                  | NPEA Rottweil            | Württemberg            | 1 de abril de 1936    | Seminário Católico                                        |
| Neuzelle                                  | NPEA Neuzelle            | Brandemburgo           | 1934/1938             | Internato para meninas                                    |
| Wien-Theresianum                          | NPEA Wien-Theresianum    | Viena (Áustria)        | 13 de março de 1939   | Academia                                                  |
| Wien-Breitensee                           | NPEA Wien-Breitensee     | Viena (Austria)        | 13 de março de 1939   | Escola Federal Austríaca                                  |
| Traiskirchen                              | NPEA Traiskirchen        | Lower Danube (Austria) | 13 de março de 1939   | Escola Federal Austríaca                                  |
| Ploschkowitz (Ploskovice)                 | NPEA Sudetenland         | Sudetos                | 10 de outubro 1940    | Castelo Ploskovice                                        |
| Reisen (Rydzyna)                          | NPEA Wartheland          | Warthegau              | 1940                  | Colégio interno para meninos no Castelo Rydzyna, Polônia  |
| Loben                                     | NPEA Loben               | Alta Silésia           | 1 de abril de 1941    | Escola para crianças mudas                                |
| Putbus                                    | NPEA Rügen               | Pomerânia              | 1 de setembro de 1941 | Pädagogium                                                |
| Reichenau                                 | NPEA Reichenau           | Baden                  | 1941                  | Hospício                                                  |
| St Wendel                                 | NPEA St Wendel           | Saarland               | 1 de setembro de 1941 | Escola Internacional da Missão Steyler                    |
| Weierhof bei Marnheim                     | NPEA am Donnersberg      | Bavaria                | 1941                  | Gau-Oberschule (Escola secundária regional do Reich)      |
| Sankt Paul im Lavanttal                   | NPEA Spanheim in Kärnten | Caríntia (Áustria)     | 1941                  | Abadia Beneditina                                         |
| Vorau                                     | NPEA Gottweig            | Estíria (Áustria)      | Janeiro de 1943       | Agostinho Abadia                                          |
| Seckau                                    | NPEA Seckau              | Estíria (Áustria)      | 1941                  | Abadia Beneditina                                         |
| Rufach                                    | NPEA Rufach              | Alsácia                | Outubro de 1940       | Hospício                                                  |
| Haselünne                                 | NPEA Emsland             | Hanover                | 17 de outubro de 1941 | Seminário para a Ordem das Ursulinas                      |
| Neubeuern                                 | NPEA Neubeuern           | Bavaria                | Maio de 1942          | Castelo e Internato                                       |
| St Veit                                   | NPEA St Veit             | Caríntia (Áustria)     | Julho de 1942         | Seminário Católico e Ginásio                              |
| Mokritz                                   | NPEA Mokritz             | Estíria (Áustria)      | 1942                  | Castelo                                                   |
| Achern                                    | NPEA Achern              | Baden                  | Agosto de 1943        | Sanatório Illenau e Hospício                              |
| Kuttenberg (Kutná Hora)                   | NPEA Böhmen              | Boêmia                 | 22 de abril de 1944   | Colégio Jesuíta e Quartéis                                |
| Raudnitz an der Elbe (Roudnice nad Labem) | NPEA Raudnitz            | Boêmia                 | Julho de 1944         | Castelo Roudnice                                          |